# Дангарвон
Дангарвон (англ. Dungarvon River) — река в канадской провинции Нью-Брансуик, приток реки Рену.
Река Дангарвон вытекает из озёр, расположенных в нагорье Мирамиши (англ. Miramichi Highlands), которое является частью горной цепи Аппалачи и находится в северо-восточной зоне графства Йорк.
Это небольшая река с быстрым течением, протекающая около 100 километров, после чего сливающаяся с Нортуэст-Мирамиши, проходя через вышеупомянутую реку Рену.

## Рыбалка
В водах Дангарвона водится атлантический лосось. Обычно рыболовный сезон на этой реке начинается достаточно рано, и в связи с весенним питанием воды Дангарвона обычно прохладнее, чем воды более обширных рек. Однако в течение лета, преимущественно в июле и августе, температура воды становится более благоприятной, в связи с чем река гораздо более производительна в это время. Кроме того, из всех притоков реки Рену Дангарвон обладает наибольшей плотностью.
Многие рыболовные участки этой реки находятся во всеобщем доступе. А причина тому заключается в близости главной реки, которая настолько производительна, что Дангарвон зачастую упускается из виду, хотя также способен принести хороший улов.

## В культуре
Эта река увековечена в знаменитой легенде о «Дангарвонском лебеде», а также в произведении Херба Куртиса «Трилогия о Бреннен-Сайдинг» (англ. Brennen Siding Trilogy, Бреннен-Сайдинг — вымышленная коммуна).
О реке Дангарвон канадская гранж-группа, возглавляемая Дерриком Тиммермансом (англ. Derrick Timmermans), сочинила песню «Metal Skirts».